# جو ياينغزي
جو ياينغزي (بالصينية: 鞠盈智) (24 يوليو 1987 بداليان في الصين - ) هو لاعب كرة قدم صيني في مركز الوسط. شارك مع منتخب الصين تحت 20 سنة لكرة القدم ومنتخب هونغ كونغ تحت 23 سنة لكرة القدم ومنتخب هونغ كونغ لكرة القدم. أما مع النوادي، فقد لعب مع نادي داليان شيده ونادي سيتيزن ونادي إيسترن سبورتس وهونغ كونغ بيغاسوس ‏.

## وصلات خارجية
- جو ياينغزي على موقع ناشيونال فوتبول تيمز (الإنجليزية)
- جو ياينغزي على موقع Soccerway.com (الإنجليزية)